# Gigantopora profunda
Gigantopora profunda är en mossdjursart som beskrevs av Harmer 1957. Gigantopora profunda ingår i släktet Gigantopora och familjen Gigantoporidae. Inga underarter finns listade i Catalogue of Life.